# Celeste Ng
Celeste Ng (Pittsburgh, 1980) è una scrittrice statunitense.

## Biografia
È cresciuta a Pittsburgh, in Pennsylvania e a Shaker Heights, Ohio, in una famiglia di scienziati. Ha frequentato la Harvard University e la University of Michigan, i suoi racconti e i suoi articoli sono apparsi su One Story e i TriQuarterly la Bellevue Literary Review e la Kenyon Review Onlineed è stata premiata con il Pushcart Prize. Abita a Cambridge Massachusetts, con il marito e il figlio. 
Celeste Ng è un'autrice statunitense. Il suo primo libro, Quello che non ti ho mai detto (Everything I never told you), ha vinto il Premio Alex e il riconoscimento Amazon book dell'anno. Nel 2015 un suo racconto breve, Girls at play, ha vinto il Pushcart Prize nel 2012.
Il suo secondo romanzo, Tanti piccoli fuochi (Little fires everywhere), è stato pubblicato nel 2017 ed è stato adattato in una serie televisiva disponibile sulla piattaforma Amazon Prime Video.

## Opere tradotte in italiano
- Quello che non ti ho mai detto, Bollati Boringhieri, 2015 (Everything I Never Told You, 2014)
- Tanti piccoli fuochi, Bollati Boringhieri, 2018 (Little Fires Everywhere, 2017)
- I nostri cuori perduti, Mondadori, 2022 (Our Missing Hearths, 2022)